# Station Ringkøbing
Station Ringkøbing is een spoorwegstation in het Deense Ringkøbing. Het station ligt aan de lijn Esbjerg - Struer en voorheen ook aan de lijn Ringkøbing - Holstebro Syd.